# Liste der Monuments historiques in Saint-Renan
Die Liste der Monuments historiques in Saint-Renan führt die Monuments historiques in der französischen Gemeinde Saint-Renan auf.

## Liste der Bauwerke
| Bezeichnung     | Beschreibung              | Standort                                  | Kennzeichnung | Schutzstatus | Datum | Bild           |
| --------------- | ------------------------- | ----------------------------------------- | ------------- | ------------ | ----- | -------------- |
| Maison Cardinal | Erbaut im 16. Jahrhundert | Rue de l’Église Impasse Notre-Dame (Lage) | PA00090434    | Inscrit      | 1932  | weitere Bilder |
| Maison Gérard   | Erbaut im 17. Jahrhundert | 7, rue de l’Église (Lage)                 | PA00090435    | Inscrit      | 1932  | weitere Bilder |